# Tóth Bertalan
Tóth Bertalan (Pécs, 1975. november 10. –) magyar jogász, szocialista politikus, az MSZP parlamenti frakcióvezetője. 2018-tól az MSZP elnöke, majd 2020 és 2022 között társelnöke.

## Tanulmányai, munkahelyei
1994-ben érettségizett a Leőwey Klára Gimnáziumban, a következő évben számítástechnikai szoftverüzemeltetői szakképesítést szerzett. 1995-től 2000-ig a Pécsi Tudományegyetem Állam- és Jogtudományi Karán tanult és jogászként végzett. 2000 és 2003 között a kar Európa jogi szakjogász másoddiplomás képzésén kiegészítő diplomát szerzett. Jogi szakvizsgáját 2004-ben tette le.
2002-től 2006-ig a Dél-dunántúli Regionális Ifjúsági Tanács elnöke volt. 2004–2006 között ügyvédként dolgozott és általános szakértő volt az Ifjúsági, Családügyi, Szociális és Esélyegyenlőségi Minisztériumban.

## Politikai pályája
1992-ben lépett be a Magyar Szocialista Pártba. 1994-től 1998-ig, majd 2000-től 2002-ig között az MSZP pécsi városi szervezetének elnökségi tagja, 2003-tól a választmány elnöke, 2007-től a városi szervezet elnöke, 2010-től a Baranya Megyei Szervezet ügyvezető alelnöke volt.
2002 és 2006 között a pécsi 6. számú választókerület egyéni önkormányzati képviselője, Pécs-Pécsbányatelep Településrészi Önkormányzat vezetője. 2006. október 1-jén ismét bekerült a városi képviselő-testületbe, amely alpolgármesterré választotta. 2009 májusában lemondott posztjáról, miután Tasnádi Péter halála után a fideszes Páva Zsoltot választották meg polgármesternek. 2010 októberében újra képviselővé választották.
A 2006-os országgyűlési választáson az MSZP Baranya megyei listáján mandátumhoz jutott. 2006-tól 2007-ig az európai ügyek állandó bizottságának tagja volt. 2007. február 2-i hatállyal lemondott képviselői mandátumáról Tasnádi Péter, Pécs polgármestere javára.
A 2014-es parlamenti választáson Baranya megye 1. számú választókerületében az MSZP-Együtt-DK-PM-MLP szövetség képviselőjelöltjeként indult, de a szavazatok 33%-ával csak a második lett Csizi Péter, a Fidesz-KDNP jelöltje mögött (37%), így az MSZP országos listáján került a Parlamentbe, ahol frakcióvezető-helyettesnek választották.
Először 2015 júniusában merült fel a neve mint a szocialisták miniszterelnök-jelöltje, majd augusztusban egy belső párt-felmérés is őt hozta ki mint legesélyesebb jelöltet. A parlamenti frakcióvezető-helyettes médiabeli „felépítését” egy stylistból, médiaszakemberből, tanácsadókból álló csapat segíti. Tóth Bertalan úgy nyilatkozott, hogy még nem döntötte el, hogy vállalja-e a miniszterelnök-jelöltséget.
2016 júliusában az MSZP parlamenti frakcióvezetőjének választották meg. 2018. június 17-étől 2020. szeptember 19-éig az MSZP elnöke, 2020. szeptember 19-e óta a párt társelnöke. 2022. április 23-án pártja választmányi ülésén, majd április 24-én Facebook oldalán bejelentette, hogy nem indul pártja következő, őszi tisztújításán a társelnöki tisztségért.

## Családja
Három gyermeke van, Bolda, Bertalan és Léna Kata.